# Eduard Boet
Eduard Boet Domènech (Barcelona, España, 9 de marzo de 1956) es un periodista español.

## Biografía
Boet empezó a trabajar en Radio Juventud de Ràdio Barcelona y más adelante se unió al equipo de Futbol en Català que Joaquim Maria Puyal dirigía en Radio Barcelona. 
Más tarde se incorporó a TV3, la televisión autonómica catalana en 1983, donde presentó programas como A tot Esport o Gol a Gol. Posteriormente dejó la redacción de deportes y se encargó de la información de tráfico, y más tarde presentó Telenotícies cap de setmana en la misma cadena. 
Hasta marzo de 2012 actuaba como responsable de las relaciones de TV3 con el ámbito universitario y dirigía proyectos académicos como el Máster en Innovación y Calidad Televisivas, con la Universidad Autónoma de Barcelona (UAB) (donde se licenció y donde en la actualidad también ejerce la docencia como profesor de Comunicación Audiovisual) y la Universidad Pompeu Fabra (UPF).
En marzo de 2012 fue nombrado dircom de TV3. 11 años después, puso fin a su carrera profesional.